# Scelolyperus clarki
Scelolyperus clarki es una especie de insecto coleóptero de la familia Chrysomelidae.
Fue descrita científicamente en 1999 por Gilbert & Andrews.